# Wang Lun
Wang Lun 王纶 /(tradi.) 王綸  est un fonctionnaire et expert en pharmaceutique de la dynastie Ming (1368-1644). Son nom de courtoisie est Ruyan 汝言, son nom littéraire Jiezhai 節齋.
Wang Lun est originaire de Cixi 慈溪 de nos jours dans la province du Zhejiang 浙江. Il réussit l’examen impérial final en:jinshi 进士 en 1484, et gravit les échelons de l’administration gouvernementale. Il tenait en grande estime le travail théorique de Li Gao et la doctrine philosophico-médicale du  Suwen inspirée des taoïstes
Il est l’auteur de
- Bencao jiyao 本草集要
- Ming yi za zhu 明醫雜著
- Jiezhai yi lun 節齋醫 論

Li Shizhen a cité cet auteur dans Bencao gangmu, sous les noms de Wang Lun [13], Wang Jiezhai 王節齋 [1], Jiezhai [6], Ruyan [1], and as Wang shi 王氏, “Mr. Wang,” [3] .